# HD 207088
HD 207088，又名BD+35 4626，SAO 71675、HR 8320，是一颗恒星，视星等为6.4，位于銀經85.82，銀緯-13.3，其B1900.0坐标为赤經21h 41m 30s，赤緯+35° -13.3′ 45″。